# Алтхајм (Алб)
Алтхајм (њем. Altheim) општина је у њемачкој савезној држави Баден-Виртемберг. Једно је од 55 општинских средишта округа Алб-Донау-Крајс. Према процјени из 2010. у општини је живјело 1.750 становника. Посједује регионалну шифру (AGS) 8425005.

## Географија
Алтхајм се налази у савезној држави Баден-Виртемберг у округу Алб-Донау-Крајс. Општина се налази на надморској висини од 609 метара. Површина општине износи 25,8 km².

## Становништво
У самом мјесту је, према процјени из 2010. године, живјело 1.750 становника. Просјечна густина становништва износи 68 становника/km².